# Падови у старости
Падови у старости, дефинишу се као нестабилност или губитак ослонца, код особа старијих од 65 година, која има за последицу различиту врсту повреда. Изненадни контакт са било којом подлогом или неким нижим нивоом; као и удара тела о неки предмета који особа при паду додирне сматра се повредом изазваном падом. Типични, догађаји коју могу да изазову пад код старијих људи су акутни поремећаја (нпр, мождани удар, синкопа, срчани удар, несвестица), док се опасност од животне средине која доводи до пада (нпр. удар објекта који се креће) не сматра падом у старости.
Падови у старости озбиљно угрожавају независност старијих људи и изазивају каскаду појединачних, личних, породичних и друштвених социо-економских последица. Многи старији људи, зато не пријављују пад, јер себи и другима не желе да признају да је он атрибут њиховог процес старења, као и зато што се боје да ће због падова, накнадно бити ограничени у својим активностима и на одређен начин институционализовани.

## Епидемиологија
Према проценама епидемиолога од 33% до 55% особа старијих од 65 година бар једном до краја живота доживи пад. Према подацима из САД на годишњем нивоу, 30 до 40% старијих људи који живе у породичној заједнице доживи пад; а 50% оних који живе у старачким домомвима. Код 5-10% особа након тог пада долази до тежих повређивања (нпр прелома кука код 1% повређених). 
Падову у старости чести су узрок смртности код особа старијих од 65 година, што најбоље илуструје податак из САД, у којој су падови водећи узрок изненадне смрти и седми водећи узрок смрти код особа ≥ 65. Око 75% смртних случајева узрокованих падовима јавља се у 13% становништва које је старије или има 65 година.
У 2000. години, само у САД директни медицински трошкови због лечења повреда насталих услед падова у старости износиоли су 20 милијарди долара. Процењује се да ће они до 2020. године, достићи вредност од 44 милијарде долара.

## Етиологија
Код већине старих особа сколоност ка нестабилности и падовима узрокована је збирним или удруженим дејством бројниха поремећаја који се могу сврстати у три групе ризика:
Унутрашњи фактори
- Ослабљен вид,
- Отежано одржавање равнотеже,
- Погурен положај тела, изазван деформацијом кичменог стуба
- Ослабљен дубоки сензибилитет,
- Системске болести (артритис, срчана и мождана обољења),
- Старачка деменција
- Осетљивост на лекове итд.

Спољашњи фактори
- Бројне опасности из животне средине, на које старије особе не могу брзо и правовремено да реагују (нпр ход по клизавој површини), ход кроз средину која није довољно позната (нпр, када се старија особа преселила у нови дом).

Ситуациони фактори
Ови фактори се односе на бројне животне и радне активности; 
- Журба за превозним средством
- Непажња у купатилу (нарочито ноћу када пацијент није у потпуности будан или када је осветљење неадекватно).
- Рад се машинама или алатом у кући.
- Када током разговора са неком особом, пацијент није приметио опасност из животне средине (нпр, препреку или неравнинину на путу), или када се саплео журећи да одговори на телефон.[1]

## Патофизиологија
До падова у старости најчешће долази због немогућности тела да се брзо прилагоди на постуралне променама (нпр нагла промена положаја при ходању или при кретању превозним средством, силазак низ степенице, ход по неравном терену или ноћу, итд.). 
Стабилност је посебно оштећена код особа старијих од 80 година. За све особе старије доби код којих се уочи да застајкују за
време док говоре (енгл. stop walking when talking) сматра се да имају повећан ризик од пада.

## Компликације
Иако већина повреде нису озбиљне природе (нпр, контузије, секотин, огреботине), ипак ове повреде могу бити и теже природе:
- Које у око 5% случајева захтевају хоспитализацију пацијената ≥ 65 година живота.
- Које су у око 5% повреде преломи хумеруса, ручног зглоба, или карлице.
- Које су у око 2% повреде прелом кука.

Остали озбиљне повреде (нпр, повреде глава, унутрашње повреде, дубље секотине) јављају у око 10% падова.
Неке повреде су фаталне. Оне код 5% старијих људи са прелома кука резултују смртним исходом у болници. Укупна смртност, осим прелома кука, код повреда у старости креће се од 18 до 33%.
Око половине старијих људи који падану не могу да да буду збринути без туђе помоћи. Тако да један део повређених проведе на поду > 2 часа после пада, пре него му се пружи помоћ, што повећава ризик од дехидрације, декубитуса, рабдомиолизе, хипотермија, и пнеумоније.
Функција и квалитет живота старије особе може се значајно погоршати након пада; најмање 50% старијих особа, које су лечене амбулантно после лома кука, никад не поврати свој претходни ниво мобилности.
Након пада, старији људи, развијају у себи и страх од поновног пада, па сопствену мобилност понекад смањују, јер су изгубили поверење у своје способности. Неки људи чак потпуно избегавају одређене активности (на пример, одлазак у куповину, рад у башти, чишћење куће) због јако израженог страха од нових повреда. 
Смањена активност, код таквих особа само штети, јер може повећати крутост зглобног система и општу слабост мускулатуре, што уводи старију особу у зачарани круг, јер јој сједне стране још више смањујући мобилност, а са друге повећава ризик за настанак нових падова.